# کلیسای میکائیل آرکانجل
کلیسای میکائیل آرکانجل (روسی: Михайло-Архангельский храм) یک کلیسای مربوط به کلیسای ارتدکس روسی است که در مرکز شهر باکو، پایتخت جمهوری آذربایجان قرار دارد. کلیسا به میکائیل اختصاص یافته‌است. کلیسا توسط اسقف «مفودی افندی‌اف»، سه کشیش و یک شماس مدیریت می‌شود.

## تاریخچه
کلیسای میکائیل آرکانجل یکی از کلیساهای منتسب به ارتش و مورد استفاده ناوتیپ خزر بود. با وجود اینکه تاریخ دقیق ساخت این بنا معلوم نیست، ولی با توجه به نوشته‌های منتشره در روزنامه «قفقاز» در سال ۱۸۵۵، احتمال می‌رود در سال ۱۸۵۰ ساخته شده باشد. این کلیسا توسط افسران ناوگان دریای خزر به افتخار ناخدای نیروی دریایی، «الکساندر نیکولایویچ تسسارویچ»، ساخته شد که به همراه امپراتور روسیه، نیکلای یکم در سال ۱۸۵۱ از باکو بازدید کرده بود. عبادتگاه ساختمان کلیسا که با الهام از سبک ساخت و سازی پسکوف بنا شده‌است، شباهت‌های فراوانی با عرشه کشتی دارد. ۱۵ ماه اوت سال ۱۸۷۳، با دستور الکساندر دوم، کلیسا به دلیل نیاز هنگ سالیان به یک بنا، در اختیار یک دفتر نظامی قرار گرفت. در سال ۱۸۷۵ بود که اداره امور کلیسا را دفتر اسقف‌نشین قفقاز به عهده گرفت. از نوامبر ۱۸۹۱ تا نوامبر ۱۸۹۳ بازسازی‌های همه‌جانبه به مبلغ ۲۲ هزار روبل روی ساختمان کلیسا انجام شد. در سال ۱۹۰۶، کلیسا به «پلکوایا- هنگ شماره ۲۶۲ سالیان» تغییر نام داده شد. کلیسا در سال ۱۹۳۶- زمانی که اتحاد جماهیر شوروی سوسیالیستی در آذربایجان حکمفرما بود- تعطیل و به یک خوابگاه تبدیل شد. با این وجود، در سال ۱۹۴۶ دوباره شروع به فعالیت به عنوان کلیسا کرد. شناسایی اثرات مثبت مذهب بر پیروزی به دست آمده در جنگ جهانی دوم از سوی مقامات شوروی هم در این خصوص تأثیر گذاشته بود. آلکسی ریدیگر، رهبر وقت کلیسای ارتودوکس روسیه، در ۲۵ ماه مه سال ۲۰۰۱ از این کلیسا بازدید به عمل آورد.